# Myurellopsis kilburni
Myurellopsis kilburni é uma espécie de gastrópode do gênero Myurellopsis, pertencente a família Terebridae.

## Distribuição
Esta espécie ocorre no Mar Vermelho e no Oceano Índico, ao largo Chagos e da bacia do Mascarenhas.